# 轉生 (排灣族)
轉生，是臺灣排灣族高士佛（Kuskus）等部落，關於亡者來世的神話概念:427-428。

## 概述
排灣族擁有因果報應的觀念，故善者成為善靈前往大武山，惡者死後成為惡靈，在陽間遊蕩或危害活人。因此日本學者鈴木質認為排灣族對於死後世界屬於二元論觀點:121-122。

## 轉生種類

### 夭折者轉生
夭折的幼兒由於無法自行前往大武山，因此巫師會降請太陽神阿道將其帶去轉生，故男嬰轉生為女嬰，反之亦然。若轉生後性別未變，仍會再次夭折:16。

### 死者轉生
在神話中的說法裡，善靈會經歷過四次轉生，於第五次死亡後，靈之皇帝會在清洗骸骨並使之轉生至第一世的家庭，故長相會與先祖相似。然在第一世非善終者，第五世轉生後仍會遭遇惡死:16。